# 7. Kavallerie-Division (Deutsches Kaiserreich)
Die 7. Kavallerie-Division war ein während der Mobilmachung anlässlich des Sardinischen Krieges 1859 und während des Ersten Weltkriegs bestehender Großverband der Preußischen Armee.

## Geschichte

### Aufstellung
Für die Dauer der Mobilmachung anlässlich des Sardinischen Krieges bestand die Division erstmals vom 14. Juni bis zum 25. Juli 1859. Erst mit Ausbruch des Ersten Weltkriegs wurde sie im Zuge der Mobilmachung am 2. August 1914 in Saarlouis als Teil der Heereskavallerie wieder aufgestellt und der 6. Armee unterstellt.

### Gefechten und Kampfhandlungen
Im August 1914 war die Division beim Vormarsch nach Lothringen eingesetzt und wurde im September mit der Bahn über Belgien nach Frankreich an den rechten Flügel der deutschen Front verlegt, wo sie sich am Wettlauf zum Meer beteiligt. Bei Zandvoorde wurde die Division zum ersten Mal zu Fuß eingesetzt. Danach war sie ab November zuerst im Raum Ypern – Armentières im beginnenden Stellungskrieg eingesetzt und kam am 15. November in Ruhequartiere ostwärts Lille. Am 19. Januar 1915 wurde die Division wieder nach Lothringen verlegt. Hier wurden erstmals aus je zwei Reiter-Eskadrons eine Schützen-Eskadron gebildet, die jeweils zeitweise einzelne Bataillone an der Front (u. a. bei Bourdonnay, Avricourt, Bréménil) ablösten. Die Pferde verblieben mit einer geringen Zahl Pfleger in der Gegend von Saarburg i. L. Während dieser Zeit erfolgte eine erste Ausbildung an Maschinengewehren und der Verwendung von Gewehrgranaten. Ende Juni wurde die Division wieder geschlossen bei Leintrey/Manonviller vor allem zum weiteren Ausbau der Stellungen, im August bei Amenoncourt eingesetzt. Im Oktober 1915 wurde die Division nach Belgien verlegt, Divisionsstab in Brüssel, die Regimenter über ganz Belgien verteilt zur Überwachung des Grenzhochspannungshindernisses durch Posten, zum Bahnschutz und zur Überwachung des Landes durch Patrouillen.
Nach der Kriegserklärung Rumäniens (am 27. August 1916) wurde die Division ab Anfang Oktober 1916 im Bahntransport an die dortige Front zunächst in den Raum ostwärts Temeschwar verlegt. Im Rahmen der 9. Armee stieß die Division bis zum 11. Januar 1917 über die Transsilvanischen Alpen (Vulkanpass) und weiter über Petrilla, Craiova, Stoenești am Olt, an Bukarest vorbei bis fast an den Sereth westlich Galați vor.
Vom 27. Januar bis 8. Februar 1917 wurde die Division per Bahn (Klausenburg–Budapest–Prag–Dresden–Würzburg–Bruchsal–Saarbrücken–Lüttich–Beverloo) zurück nach Belgien verlegt, um dort durch Zuführung von Mannschaften und Pferden aufgefüllt zu werden. Ende April mussten aber die Pferde – zunächst „vorübergehend zum Ernteeinsatz“ – abgegeben werden. Anfang Mai wurde die Division in den Raum südlich Colmar verlegt. Ab 16. Mai 1917 wurden die Regimenter der 26. Kavallerie-Brigade in je zwei Schützen-Eskadrons umgegliedert, infanteristisch ausgebildet und ab 21. Mai in Stellungen beim 12. bayer. Landwehr-Regiment am Tête des Faux (Buchenkopf, 1219 m, bei Schnierlach) eingesetzt. Bereits am 25. Mai erfolgte bei Ingersheim eine Umgliederung der 26. Brigade in Dragoner-Schützen-Regiment 26 mit 3 Schützen-Eskadrons (1. aus 1., 2. und 5. Eskadron Dragoner-Regiment Nr. 26, 2. aus 1. Eskadron Dragoner-Regiment Nr. 25 und 3. Eskadron Dragoner-Regiment Nr. 26, 3. aus 2. bis 4. Eskadron Dragoner-Regiment Nr. 25) mit gleichzeitiger Unterstellung unter eine bayerische Brigade bis zum 2. August. An diesem Tag trat das Dragoner-Schützen-Regiment 26 wieder zur 26. Kavallerie-Brigade und zur Division zurück. Ab Ende Dezember 1917 gab die Division die restlichen Pferde ab. Mitte Mai 1918 verlegte die Division in den Raum Saarburg i. L., wurde dort nach weiterer Ausbildung an den Infanteriewaffen als 7. Kavallerie-Schützen-Division umgegliedert und besetzte ab 1. Juni wieder Stellungen bei Avricourt. Mitte Juli 1918 verlegte die Division in den Raum Courtrai zur weiteren Ausbildung und war ab 30. Juli als Eingreifdivision in Reserve. Ab August war die Division mit starken Verlusten an den Abwehrkämpfen in Flandern beteiligt. Ende Oktober wurde die Division wieder in den Raum um Colmar verlegt. Nach dem Waffenstillstand wurde die Division aufgelöst, ihre Verbände marschierten in die Friedensgarnisonen zurück.

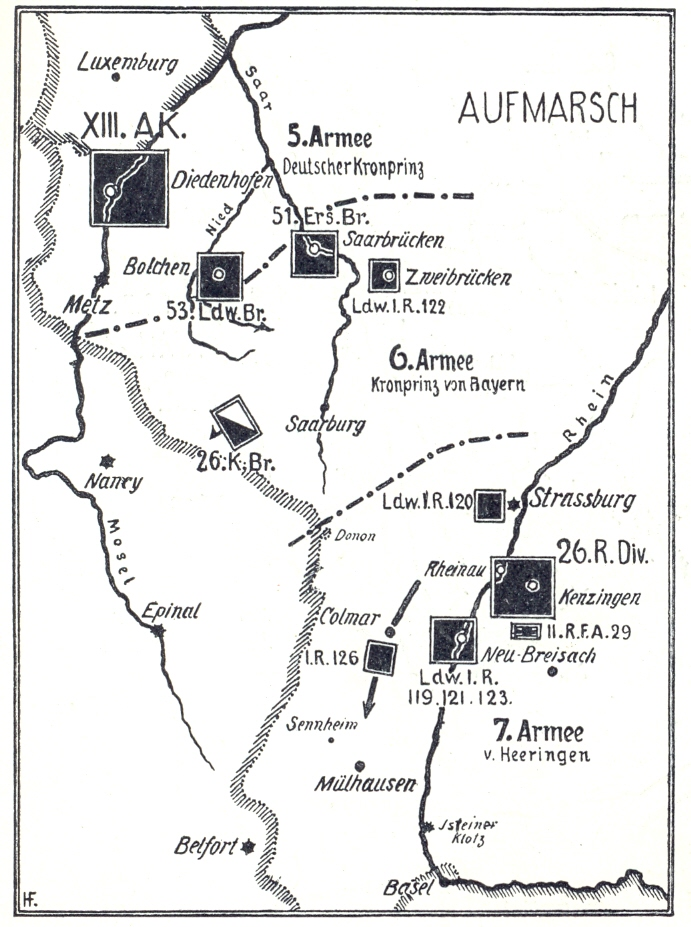
26. Kavallerie-Brigade 1914
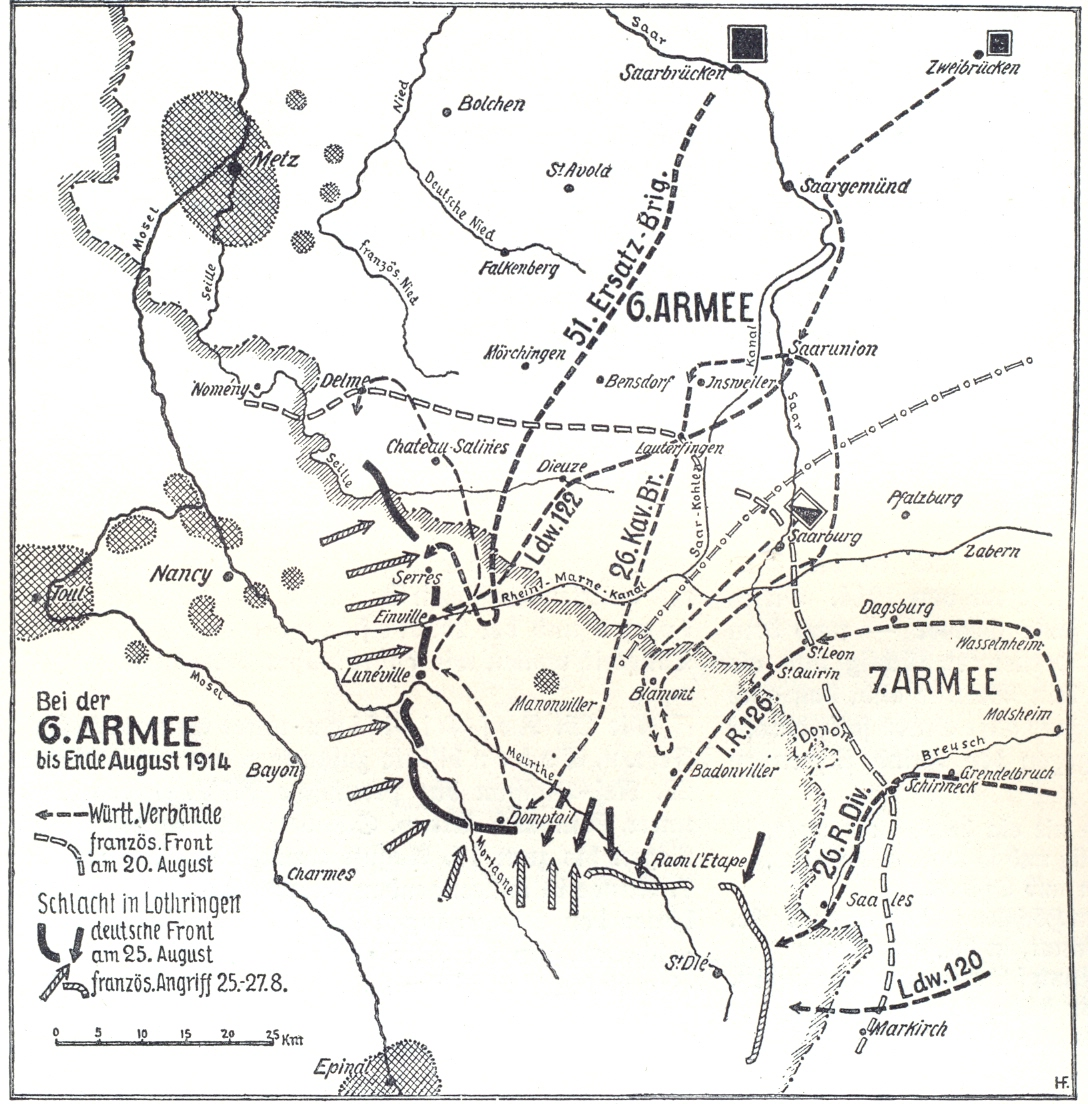
Württ. Truppen bei der 6. Armee August 1914
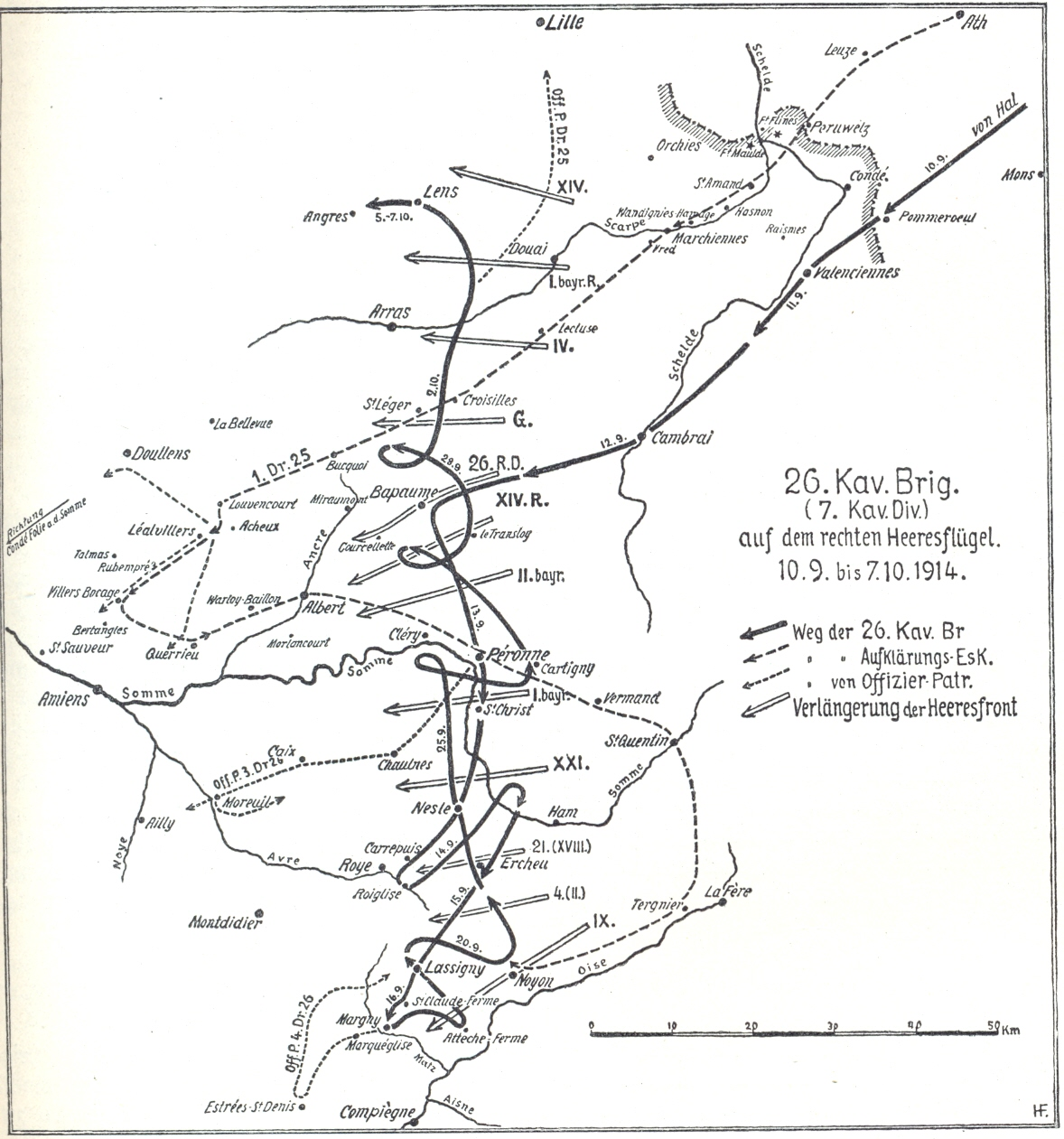
26. Kavallerie-Brigade 1914
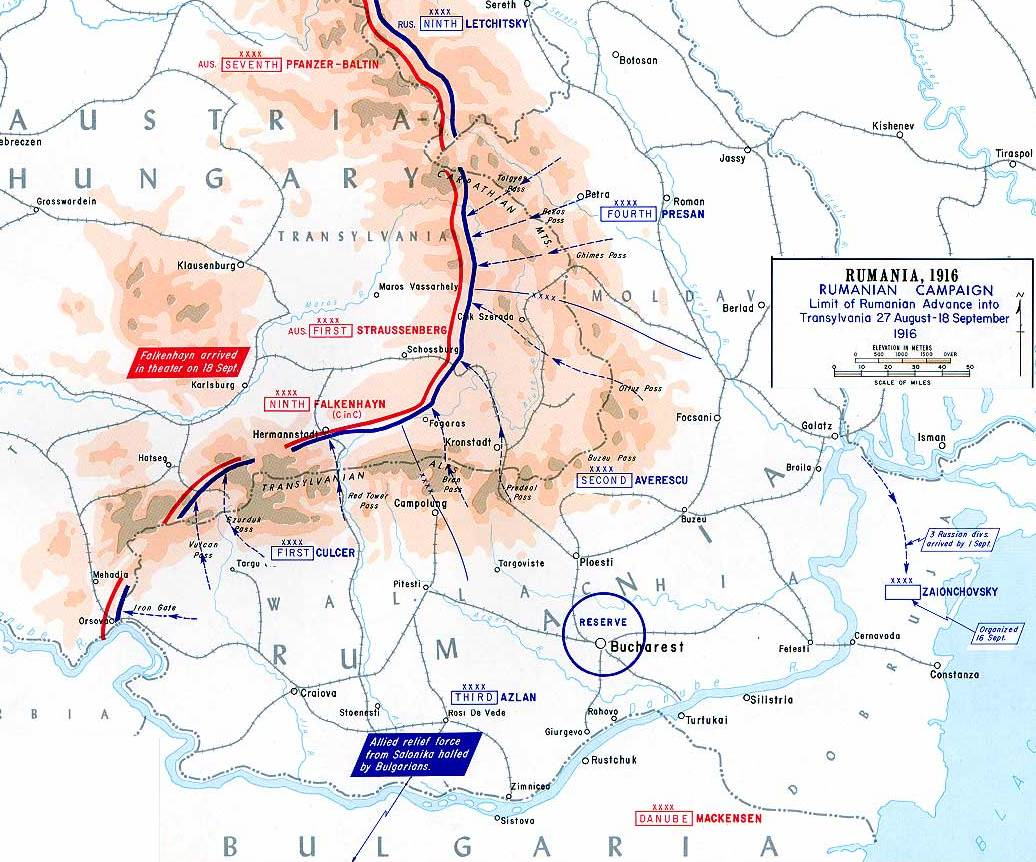
Lage in Rumänien nach Kriegseintritt 1916
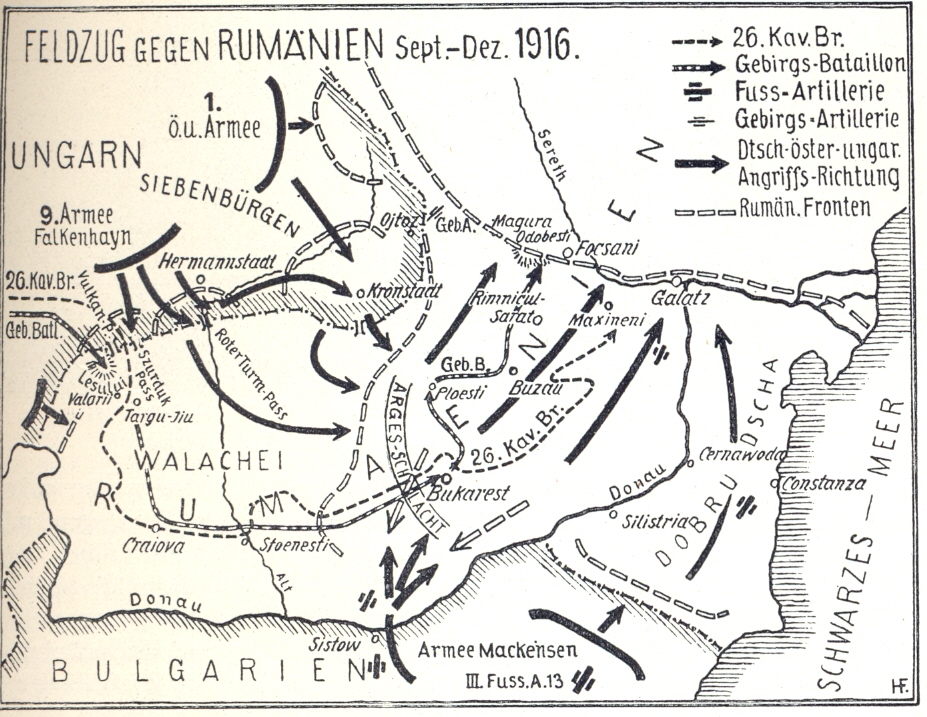
26. Kavallerie-Brigade in Rumänien 1916
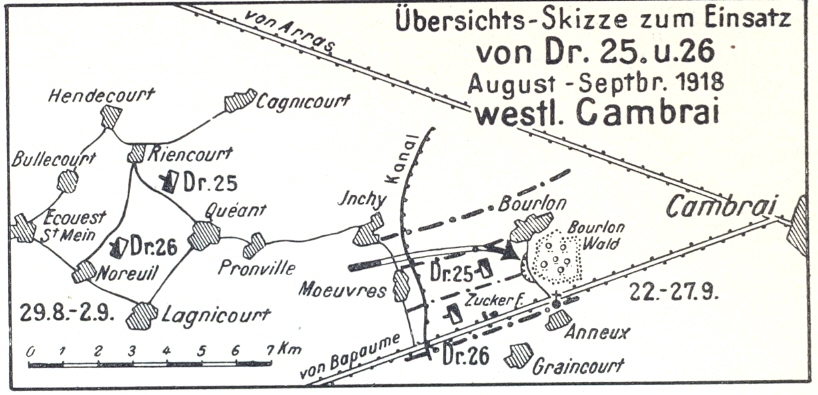
Dragoner-Regiment Nr. 26 westlich Cambrai
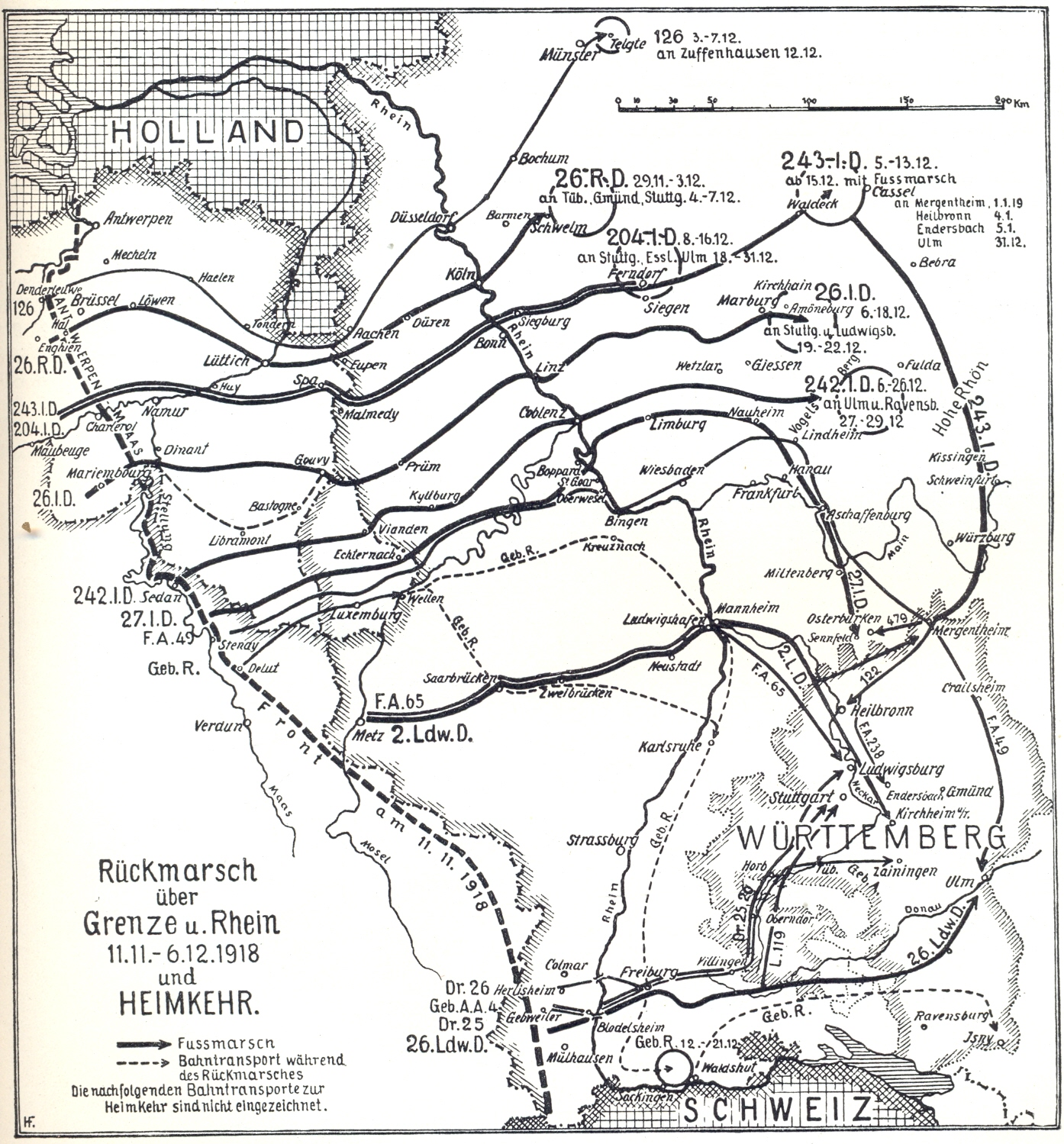
Rückmarsch 1918

## Organisation

### Verbandszugehörigkeit
Die Division gehörte 1914 zusammen mit der Bayerischen Kavallerie-Division zum Höheren Kavallerie-Kommando 3 der 6. Armee. Von Oktober 1915 bis Oktober 1916 war sie dem Generalgouvernement von Belgien Generaloberst Moritz von Bissing unterstellt. Von Oktober 1916 bis Januar 1917 war sie im Kavallerie-Korps von Schmettow bei der 9. Armee unter General der Infanterie Erich von Falkenhayn in Rumänien eingesetzt und wurde am 1. Oktober 1918 dem IV. Armee-Korps unterstellt.

### Gliederung

#### Kriegsgliederung bei Mobilmachung
- Divisionskommando

Kommandeur Generalleutnant von Heydebreck
Erster Generalstabsoffizier Major Freiherr von Rottberg
Zweiter Generalstabsoffizier Hauptmann Prausnitzer
Adjutant Rittmeister v. Oertzen
- Divisionstruppen

Maschinengewehr-Abteilung Nr. 3
Nachrichten-Abteilung Nr. 7 (eine schwere und zwei leichte Funkstationen)
Kavallerie-Pionier-Abteilung Nr. 7
1. Bayerisches Jäger-Bataillon (mit einer Radfahr- und einer Maschinengewehr-Kompanie)
- 26. Kavallerie-Brigade (bis zur Mobilmachung bei 26. Division)

Kommandeur Generalmajor Herzog Robert von Württemberg (2. August 1914 bis 30. Juli 1916)
Dragoner-Regiment „Königin Olga“ (1. Württembergisches) Nr. 25
Dragoner-Regiment „König“ (2. württembergisches) Nr. 26
- 30. Kavallerie-Brigade (bis zur Mobilmachung bei 30. Division)

2. Rheinisches Husaren-Regiment Nr. 9
3. Schlesisches Dragoner-Regiment Nr. 15 in Hagenau
- 42. Kavallerie-Brigade (bis zur Mobilmachung bei 42. Division)

Ulanen-Regiment „Graf Haeseler“ (2. Brandenburgisches) Nr. 11
Schleswig-Holsteinisches Ulanen-Regiment Nr. 15
- Reitende Abteilung des 1. Ober-Elsässisches Feldartillerie-Regiments Nr. 15 (bis zur Mobilmachung bei 42. Division)

mit leichter Munitions-Kolonne

#### Kriegsgliederung im Oktober 1916
Bei der Verlegung nach Rumänien blieb die 42. Kavallerie-Brigade in Belgien zurück, dafür kam die 41. Kavallerie-Brigade zur Division.
- Divisionskommando

Kommandeur Generalmajor Albert von Mutius
Erster Generalstabsoffizier
- Divisionstruppen

Kavallerie-Nachrichten-Abteilung Nr. 3
Kavallerie-Pionier-Abteilung Nr. 7
zwei deutsche und zwei österreichische Fuhrpark-Kolonnen
- 26. Kavallerie-Brigade

Kommandeur Generalmajor Achim Wehl 30. Juli 1916 bis Ende des Krieges
Dragoner-Regiment „Königin Olga“ (1. Württembergisches) Nr. 25
Dragoner-Regiment „König“ (2. Württembergisches) Nr. 26
- 30. Kavallerie-Brigade (bis zur Mobilmachung bei 30. Division)

2. Rheinisches Husaren-Regiment Nr. 9
3. Schlesisches Dragoner-Regiment Nr. 15
- neu unterstellt 41. Kavallerie-Brigade (bis zur Mobilmachung bei 42. Division, im Krieg bisher bei 1. Kavallerie-Division)

Kürassier-Regiment „Herzog Friedrich Eugen von Württemberg“ (Westpreußisches) Nr. 5
Ulanen-Regiment „von Schmidt“ (1. Pommersches) Nr. 4
- Reitende Abteilung 1. Garde-Feldartillerie-Regiment

Ende Mai 1917 wurde die 26. Kavallerie-Brigade bis zum 31. Juli taktisch der 6. bayer. Landwehr-Division unterstellt. Am 6. Oktober verlegte der Stab der 26. Kavallerie-Brigade nach Mazedonien, das Dragoner-Regiment „Königin Olga“ (1. Württembergisches) Nr. 25 wurde der 28. Kavallerie-Brigade, das Dragoner-Regiment „König“ (2. Württembergisches) Nr. 26 der 41. Kavallerie-Brigade unterstellt.
Ab Oktober 1917 bis Ende Mai 1918 wurde die Division nach Abgabe der Pferde zur 7. Kavallerie-Schützen-Division umgegliedert.

#### Kriegsgliederung im April 1918
- Divisionskommando

Kommandeur Generalmajor Dietrich von Bodelschwingh
2. Eskadron Kürassier-Regiment „Kaiser Nikolaus I. von Russland“ (Brandenburgisches) Nr. 6
Pioniere, Minenwerfer, Nachrichtentruppen und Kolonnen wie bei den Infanterie-Divisionen
- Kavallerie-Schützen-Kommando 28, Oberst Graf von Kageneck

Kavallerie-Schützen-Regiment Nr. 11/28 (Ulanen-Regiment „Graf Haeseler“ (2. Brandenburgisches) Nr. 11)
Kavallerie-Schützen-Regiment Nr. 15/28 (Schleswig-Holsteinisches Ulanen-Regiment Nr. 15)
Kavallerie-Schützen-Reserve-Regiment Nr. 26 (Reserve-Ulanen-Regiment Nr. 4, Kommandeur Major Braun vom Dragoner-Regiment Nr. 26)
- Kavallerie-Schützen-Kommando 30, Oberst von Günther
Adjutant Oberleutnant Gais, Minenwerferoffizier Oberleutnant d. R. Benary, beide vom Dragoner-Regiment Nr. 26

Kavallerie-Schützen-Regiment Nr. 15/30 (3. Schlesisches Dragoner-Regiment Nr. 15)
Kavallerie-Schützen-Regiment Nr. 25/30 (Dragoner-Regiment „Königin Olga“ (1. Württembergisches) Nr. 25)
Kavallerie-Schützen-Regiment Nr. 9/30 (2. Rheinisches Husaren-Regiment Nr. 9)
- Kavallerie-Schützen-Kommando 41, Oberst Charisius

Kavallerie-Schützen-Regiment Nr. 5/41 (Kürassier-Regiment „Herzog Friedrich Eugen von Württemberg“ (Westpreußisches) Nr. 5)
Kavallerie-Schützen-Regiment Nr. 26/41 (Dragoner-Regiment „König“ (2. Württembergisches) Nr. 26)
Kavallerie-Schützen-Regiment Nr. 4/41 (Ulanen-Regiment „von Schmidt“ (1. Pommersches) Nr. 4)
- 1. Garde-Feldartillerie-Regiment z. b. V. Nr. 1

Zu Einzelheiten zur Division siehe Hauptartikel: Kavallerie-Schützen-Division.

### Kommandeure
| Dienstgrad         | Name                       | Datum                                    |
| ------------------ | -------------------------- | ---------------------------------------- |
| Generalmajor       | August von Oelrichs        | 14. Juni bis 25. Juli 1859               |
| Generalleutnant    | Ernst von Heydebreck       | 02. August bis 25. Dezember 1914         |
| Generalmajor       | Fritz von Unger            | 26. Dezember 1914 bis 18. September 1916 |
| Generalmajor       | Udo von Selchow            | 19. September bis 10. Oktober 1916       |
| Generalmajor       | Albert von Mutius          | 11. Oktober 1916 bis 14. April 1917      |
| Würt. Generalmajor | Arthur von Lupin           | 15. April bis 18. Mai 1917               |
| Generalleutnant    | Hermann Heidborn           | 19. Mai bis 21. Juli 1917                |
| Generalmajor       | Dietrich von Bodelschwingh | 22. Juli 1917 bis 22. Mai 1918           |
| Generalleutnant    | Hans von Heuduck           | 23. Mai 1918 bis Januar 1919             |

## Bewaffnung und Ausrüstung

### Hauptbewaffnung
Bei Kriegsbeginn führten die Kavalleristen den Karabiner 98, die Stahlrohrlanze M 1889 und den Kavalleriedegen M 98 als Waffe Nach der Umgliederung in Kavallerie-Schützen behielten diese den Karabiner, die Gewehrgranatschützen erhielten das Infanteriegewehr 98. Eine Schützen-Eskadron verfügte über sechs leichte M.G. MG 08/15.

### Sonstige Ausrüstung
Bei der Umgliederung in Kavallerie-Schützen wurden die Packtaschen und Rucksäcke durch Tornister, die Reithosen und -stiefel durch lange Infanteriehosen und Infanteriestiefel (Knobelbecher) bzw. Schnürschuhe mit Wickelgamaschen ersetzt. Hinzu kam die normale Ausrüstung eines Infanteristen mit Bajonett, Brotbeutel, Feldflasche, Zeltbahn, kurzem Spaten und Gasmaske.